# تشاه كمال (دلغان)
تشاه كمال (بالفارسية: چاه کمال) هي قرية تقع في قسم دلغان الريفي (مقاطعة دلغان) في إيران. يقدر عدد سكانها بـ 1,286 نسمة .